# 키이 마사토시
키이 마사토시(紀 昌利, 8월 13일 ~ )는 일본의 성우로, 가나가와현 출신다.